# Odontites hispidulus
Odontites hispidulus är en snyltrotsväxtart som först beskrevs av Pierre Edmond Boissier, och fick sitt nu gällande namn av M. Bolliger. Odontites hispidulus ingår i släktet rödtoppor, och familjen snyltrotsväxter. Inga underarter finns listade i Catalogue of Life.